# الإبطالية في المملكة المتحدة

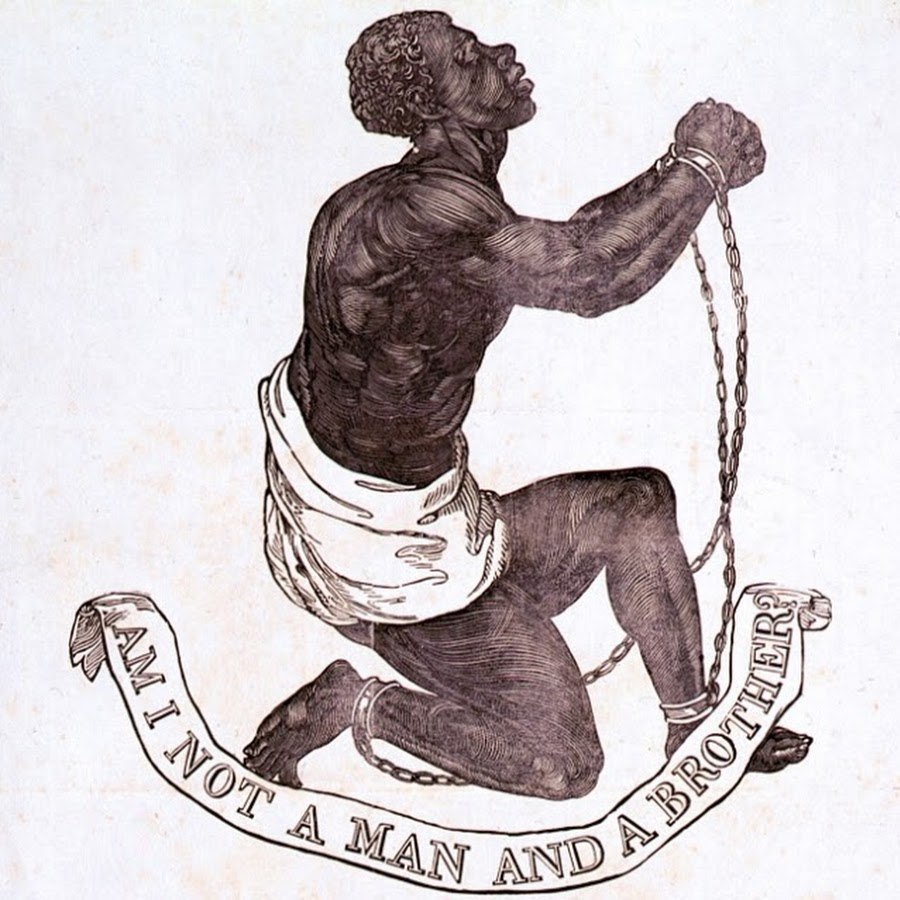

الإبطالية في المملكة المتحدة، هي حركة نشطت في أواخر القرن الثامن عشر وأوائل القرن التاسع عشر بهدف إلغاء ممارسة الاسترقاق، بأشكالها الرسمية وغير الرسمية، في المملكة المتحدة، والإمبراطورية البريطانية، والعالم، بما في ذلك وضع نهاية لتجارة العبيد عبر الأطلسي. انتظمت تلك الحركة ضمن تيار إبطالي أوسع شمل أوروبا الغربية والأمريكتين.
جُرّم بحكم القانون بيع وشراء العبيد في جميع أرجاء الإمبراطورية البريطانية في العام 1807، ولكن ظل امتلاك العبيد مسموحًا به حتى شمله الحظر القانوني بشكل تام في العام 1833، وهو ما آذن ببدء عملية «تدريب» تعاقدية للعبيد منذ العام 1834 لدى مالكيهم السابقين حتى نال معظم العبيد حريتهم بحلول العام 1840، وفي بعض الحالات الاستثنائية حتى العام 1843. تلقى مالكو العبيد السابقين تعويضات رسمية من الحكومة البريطانية عن خسائرهم، في حين لم يتلقّ العبيد أي تعويضات.

## جذور الحركة
في القرن السابع عشر وبدايات القرن الثامن عشر، أدان الكويكرز وغيرهم من المجموعات الإنجيلية ممارسات العبودية (التي ألمّت آنذاك بالأفارقة على وجه الخصوص) بصفتها فعلًا منافيًا للمسيحية. انتقد بعض مفكري عصر النهضة العلمانيين الاسترقاق لخرقه حقوق الإنسان. يُعتبر جيمس إدوارد أوغلثورب أول مَن فعّل مقولات التنوير ضد الاستعباد، وحظر ممارسته في مقاطعة جورجيا على أسس إنسانية، معترضًا على تلك الممارسة أمام البرلمان، وفي نهاية المطاف حثّ أصدقاءه غرانفيل شارب وهانا مور للانضمام إلى قضيته. بُعيد وفاته في العام 1785، اشترك شارب ومور مع ويليام ويلبرفورس وغيرهم ليشكّلوا طائفة كلافام. أُبطل الحظر الذي قنّنه أوغلثورب، ثم أنشأت جميع المستعمرات الأمريكية أنظمة استرقاق فيها.
جُرّمت تجارة العبيد في إنجلترا في العام 1102. في إحدى القضايا أمام محكمة العام 1569 ضمت كارترايت الذي جلب عبدًا من روسيا، قضت المحكمة بأن القانون الإنجليزي لا يمكنه الاعتراف بالعبودية، كونها لم تُؤسس بشكل رسمي. حجبت التطورات اللاحقة هذا الحُكم. ولكن أعاد تأكيده اللورد رئيس القضاة السير جون هولت في العام 1700 عندما حكم بأنه «حالما يطأ المرء التراب الإنجليزي، فهو حر».
استقدم المستعمِرون الإنجليزيون العبيد إلى مستعمرات شمال أمريكا وبحلول القرن الثامن عشر، بدأ التجار باستقدام العبيد من أفريقيا، والهند، وشرق آسيا (حيث كانوا يديرون تجارتهم)، إلى لندن وإدنبرة للعمل كخدم. عادة ما اصطحب المهاجرون إلى مستعمرات شمال أمريكا عبيدهم وخدمهم من الهند الشرقية معهم، حيث أثبتت السجلات الاستعمارية وجود هنود شرقيين.
رُفعت بعض الدعاوى القضائية المطالبة بالحرية، وهي قضايا مرفوعة في محاكم بريطانيا للطعن في قانونية العبودية، في اسكتلندا بين الأعوام 1755 و1769، وهما قضية مونتغمري مقابل شيدان (1755) وقضية سبينز مقابل دارليمبل (1769). عُمّد كِلا العبدين في اسكتلندا، وطعنا في قانونية استعبادهما، وشكّلا بذلك سابقةً في الإجراءات القضائية في المحاكم البريطانية نجم عنها فيما بعد كسب المدّعين للقضية. في تلك الحالات، تسبب موت المدّعي والمتهم، على التوالي، بإسقاط الدعوى قبل إصدار المحكمة قرارها.
لم يتعرّض العبيد الأفارقة للبيع والشراء في لندن نفسها، ولكن أسيادهم جلبوهم من أماكن أخرى. اعتُبر العبيد الأفارقة أجانب وبالتالي غير مؤهّلين ليكونوا مواطنين إنجليز، وقد شمل هذا غيرهم من العبيد المستقدَمين من بلدان أخرى، وخصوصًا من غير المسيحيين. في ذلك الوقت، لم يكن إجراء التجنيس معمولًا به في إنجلترا. وبقي الوضع القانوني للعبيد الأفارقة غامضًا حتى العام 1722 وقضية سومرست، عندما اضطُرّ العبد الهارب جيمس سومرست المحكمة لاتخاذ قرار. فرّ سومرست من عهدة سيده، تشارلز ستيوارت، الذي تمكن من القبض عليه وحجزه على ظهر سفينة كان من المقرر إرساله بها إلى جامايكا ليُعاد بيعه كعبد. عُمّد سومرست خلال وجوده في لندن، وأصدر ثلاثة آباء بالمعمودية أمرًا بالمثول أمام القضاء. نتيجة لذلك، توجب على لورد مانزفيلد، كبير قضاة محكمة مجلس الملك الخاص، أن يقضي فيما إذا كان خطْف سومرست قانونيًا أم غير خاضع للقانون العام الإنجليزي. لم يُمرر أي تشريع يقرّ العبودية في إنجلترا. حظت القضية باهتمام على مستوى البلاد ودعم خمسة محامين الإجراء القانوني لصالح سومرست.

ذكر مانزفيلد في حكمه الصادر في 22 يونيو 1772 ما يلي:
«إن وضع العبودية لذو طبيعة لا يمكن تبريرها على أي أسس، أخلاقية كانت أم سياسية، إنما وفقًا للقانون الوضعي فحسب، والذي يحافظ على صلاحيته لفترة طويلة بعد انتفاء أسباب، ومناسبات، والزمن الذي بموجبه تأسست العبودية. إنها تبلغ درجة من الكراهة، إذ لا شيء يقبل تأييدها، ما عدا القانون الوضعي. بناء عليه، وبغض النظر عن الإزعاج الذي سينجم عن القرار، لا يمكنني القول إن هذه الحالة مسموح بها أو معتمدة وفقًا للقانون في إنجلترا؛ وبالتالي، يجب إطلاق سراح الرجل الأسود».
رغم عدم وضوح تبعات الآثار القانونية لذلك الحكم، وفقًا لتحليلات المحامين، فقد اعتُبر الحكم بشكل عام في ذلك الوقت أنه يقضي بعدم وجود العبودية وفقًا للقانون العام الإنجليزي، ولهذا فهي محظورة في إنجلترا. نتيجة لذلك، بحلول العام 1744، نال بين 10.000 و15.000 من العبيد حريتهم في إنجلترا. لم ينطبق القرار على المناطق البريطانية في الخارج؛ على سبيل المثال، قننت المستعمرات الأمريكية للعبودية وفقًا للقوانين الوضعية. مثلت قضية سومرست جزءًا جوهريًا من القانون العام المتعلق بالعبودية في العالم الناطق باللغة الإنجليزية وأسهمت في انطلاق حركة إلغاء العبودية.
بعد قراءته لمجريات قضية سومرست، غادر المستعبد الأفريقي جوزيف نايت عهدة سيده، جون ويديربرن، الذي اشتراه في جامايكا وجلبه إلى اسكتلندا. تزوج نايت وأنجب طفلًا، ورفع قضية مطالبة بالحرية، تستند على أساس أنه لا يجوز استعباده في بريطانيا العظمى. في قضية نايت مقابل ويديربرن (1778)، ذكر ويديربرن أن نايت كان مدينًا له «بالخدمة مدى الحياة». أصدرت المحكمة المدنية العليا في اسكتلندا حكمًا ضد ويديربرن، قائلةً إن العبودية غير معترف بها في القانون الإسكتلندي، وأنه يمكن للعبيد أن يطلبوا حماية القضاء لمغادرة أسيادهم أو لمنع تسفيرهم من اسكتلندا أو إعادتهم إلى العبودية في المستعمرات.
عند هذه المرحلة، تعرضت طبقة المستعبِدين للاضطراب، فجمعوا أنفسهم، وأسسوا جمعية لندن لمزارعي وتجار الهند الغربية لتكون ناطقة باسمهم. منذ تأسيسها في العام 1780، أدت المنظمة دورًا كبيرًا في مقاومة إلغاء تجارة العبيد ونظام العبودية ذاته. ضمت الجمعية ثلاث مجموعات مختلفة: تجار السكر البريطانيين، والمزارعين الغائبين، والوكلاء الاستعماريين. 

## تجمّع النشطاء
من المرجح أن المشاعر المناهضة للعبودية قد ظهرت في الجزر البريطانية في السنوات التالية لقضية سومرست. في العام 1774، نشر جون ويسلي، زعيم الاتجاه الميثودي في كنيسة إنجلترا، كرّاسًا بعنوان أفكار بخصوص العبودية صب فيه جام غضبه على ممارسة العبودية، وجاء ذلك بعد تأثره بقضية سومرست وبكتابات الكويكر المنادي بإلغاء العبودية أنتوني بينزيت. في العام 1776، كتب رجل الدين هامفري بريمات في أطروحة بشأن لزوم الرحمة وخطيئة القسوة تجاه الحيوانات البرية، قائلًا: «ليس لدى الرجل الأبيض (بغض النظر عن وحشية العادة وتحيزها) أي حق، بمجرد الاستناد إلى لون بشرته، أن يستعبد أو يطغى على الرجل الأسود». 